# 1931 na arte

## Nascimentos
| Data           | Nome                      | Profissão                       | Nacionalidade | Observações | Ref |
| -------------- | ------------------------- | ------------------------------- | ------------- | ----------- | --- |
| 29 de abril    | Frank Auerbach            | pintor                          | Alemanha      |             |     |
| 21 de agosto   | Bartolomeu Cid dos Santos | pintor e gravador               | Portugal      | m. 2008     |     |
| 21 de dezembro | Wesley Duke Lee           | pintor                          | Brasil        | m. 2010     |     |
| ?              | Nikias Skapinakis         | pintor                          | Portugal      |             |     |
| ?              | Helen Lucas               | pintora e escritora             | Canadá        |             |     |
| ?              | Juan Calzadilla           | poeta, pintor e crítico de arte | Venezuela     |             |     |

## Mortes
| Data            | Nome                  | Profissão | Nacionalidade                              | Observações | Ref |
| --------------- | --------------------- | --------- | ------------------------------------------ | ----------- | --- |
| 23 de janeiro   | Anna Pavlova          | bailarina | Império Russo                              | n. 1881     |     |
| 16 de fevereiro | Wilhelm von Gloeden   | fotógrafo | Confederação Germânica                     | n. 1856     |     |
| 17 de fevereiro | João Vaz              | pintor    | Reino Unido de Portugal, Brasil e Algarves | n. 1859     |     |
| 7 de março      | Akseli Gallen-Kallela | pintor    | Grão-Ducado da Finlândia                   | n. 1865     |     |

## Prémios
- Prémio Valmor e Municipal de Arquitectura 1931 - Miguel Simões Jacobetty Rosa e António Maria Veloso dos Reis Camelo.[1]